# 納瓦希諾
55°32′N 42°12′E / 55.533°N 42.200°E
納瓦希諾（俄语：Нава́шино）是俄羅斯下諾夫哥羅德州西南部的一個城市、謝爾加奇斯基縣縣治。位於奧卡河右岸，距下諾夫哥羅德西南158公里。2002年人口17,810人。
1957年由兩個聚落合併而成。